# شرقية مباشر
قرية شرقية مباشر هي إحدى القرى التابعة لمركز الإبراهيمية في محافظة الشرقية في جمهورية مصر العربية. حسب إحصاءات سنة 2006، بلغ إجمالي السكان في شرقية مباشر 5522 نسمة، منهم 2831 رجل و2691 امرأة.

## التاريخ
قرية شرقية مباشر من القرى القديمة، حيث وردت باسم «شرقية مباشر» في أعمال الشرقية ضمن قرى الروك الناصري التي أحصاها ابن الجيعان في كتاب «التحفة السنية بأسماء البلاد المصرية». وفي العصر العثماني وردت باسم «شرقية مباشر» في التربيع العثماني الذي أجراه الوالي العثماني سليمان باشا الخادم في عصر السلطان العثماني سليمان القانوني ضمن قرى ولاية الشرقية، وفي تاريخ 1228هـ/1813م الذي عدّ قرى مصر بعد المسح الذي قام به محمد علي باشا باسم «شرقية مباشر» ضمن قرى مديرية الشرقية.